# 대중 매체의 영향
미디어 연구, 매스 커뮤니케이션, 미디어 심리학, 커뮤니케이션 이론, 사회학에서 미디어 영향 과 미디어 효과는 매스 미디어 와 미디어 문화가 개인이나 청중의 생각, 태도, 행동에 미치는 영향과 관련된 주제이다. 매스미디어는 서면, TV, 음성 채널 등을 통해 많은 청중에게 다가가며 현대 문화를 형성하는 데 있어 대중 매체의 역할은 문화 연구의 핵심 문제로 알려져있다.
미디어의 영향력이란 미디어 메시지가 발휘하는 실질적인 힘이다. 미디어 메시지는 청중이나 개인의 신념에 영향을 끼칠 수 있으며, 이는 청중의 인구 통계 및 심리적 특성에 따라 다양하게 나타난다. 영향의 정도는 긍정적이든 부정적이든, 갑작스럽든 점진적이든, 단기적이든 장기적이든 다양하게 변할 수 있다. 뿐만 아니라, 모든 미디어 메시지가 변화를 가져온다고 할 수는 없다. 어떤 경우에는 기존의 신념을 강화시키는 효과도 있다.
연구자들은 미디어 노출 후 청중의 인지, 신념 체계, 태도 변화 뿐만 아니라, 감정적, 생리적, 행동적인 영향에 대해서도 탐구하고 있다. 미디어 메시지는 종종 청중의 사고와 행동에 영향을 미치는데, 이는 다양한 측면에서 평가되고 연구되고 있다.
매스미디어의 영향(또는 '미디어 효과')은 투표하는 행위부터 폭력에 대한 인식까지, 과학자들의 평가부터 타인에 대한 이해까지 인간 삶의 다양한 측면에서 관찰된다. ' 의견. 매스미디어의 전체적인 영향력은 수년에 걸쳐 급격하게 변해왔고, 앞으로도 미디어 자체가 발전함에 따라 계속해서 변화할 것이다. 뉴미디어 환경에서 우리는 소비자와 창작자라는 이중 정체성을 갖고 있다. 우리는 뉴미디어를 통해 정보를 얻을 뿐만 아니라 폭넓은 청중에게 정보를 전파하기 때문이다.
뿐만 아니라, 미디어는 어린이의 심리사회적 발달에 상당한 영향을 미치고 있다. 이로 인해 의사들은 부모와의 협의를 통해 자녀의 미디어 노출에 대해 신중하게 고려해야 하며, 텔레비전, 라디오, 음악, 비디오 게임, 그리고 인터넷과 같은 모든 미디어의 연령에 적합한 사용에 대한 지침을 제공하는 것이 중요하다.
어린이들은 미디어를 통해 다양한 정보를 습득하고 소통하며, 이는 그들의 가치관과 행동에 영향을 미칠 수 있다. 따라서 부모들은 어린이들이 노출되는 콘텐츠를 신중하게 검토하고, 그들의 개인 발달 수준에 맞는 콘텐츠를 선택하는 데 주의를 기울여야 한다. 의사들은 또한 부모에게 어린이의 미디어 사용에 대한 교육적인 지도를 제공하여, 건강하고 안전한 미디어 환경을 조성할 수 있도록 도와야 한다.
미디어와 그 효과를 다루는 여러 학문적 연구가 있다. Bryant와 Zillmann은 미디어 효과를 "대중 미디어를 통한 의사소통의 사회적, 문화적, 심리적 영향"으로 정의했다. Perse는 미디어 효과 연구자들이 "개인과 사회에 대한 대중 매체의 영향을 제어, 강화 또는 완화하는 방법"을 연구한다고 말했다. Lang은 미디어 효과 연구자들이 "어떤 유형의 콘텐츠, 어떤 유형의 매체가 어떤 상황에서 어떤 사람에게 영향을 미치는지"를 연구한다고 말했다. 맥루한은 자신의 미디어 생태학 이론에서 “미디어는 메시지이다”라고 지적했다.

## 역사
미디어 효과 연구는 미디어 효과 패러다임이라고 불리는 여러 단계를 거쳤으며, 이는 매스 미디어 기술의 발전에 해당한다.

### 제한된 미디어 효과
20세기 초, 라디오와 영화 같은 매스미디어 기술의 발전은 전달자의 의지에 따라 청중의 믿음, 인지, 행동을 형성하는 거의 거부할 수 없는 힘으로 여겨졌다. 특히, 강력한 미디어 효과 이론의 기본 가정은 청중이 수동적이라는 것이다. 이 가정은 경험적 증거에 기초한 것이 아니라 인간 본성에 대한 가정에 기초한 것이며, 대중 매체 효과에 대한 이러한 인식에는 두 가지 주요 설명이 있다. 첫째, 매스미디어 대중 방송 기술은 일반 가정에서도 광범위한 시청자를 확보하고 있으며, 특히 사람들은 정보 보급 속도에 놀랐다. 이로 인해 미디어 효과에 대한 청중의 인식의 정확도에 있어 영향을 가져왔으며 이는 곧 판단의 흐트러짐으로 이어졌다. 둘째, 선전 기술은 전쟁 중에 여러 정부에 의해 국민 통합을 위한 강력한 도구로 구현되었다. 이 선전은 강력한 의사소통 효과를 보여줬으며, 이로 인해 초기 미디어 효과 연구는 이러한 선전의 힘에 초점을 맞추었다(예: Lasswell, 1927 ). 즉, 기술적, 사회적 환경을 종합적으로 살펴봤을 때 초기 미디어 효과 이론은 매스미디어가 전능하다고 주장하기도 했다.
대표적인 이론:
- 피하 주사 바늘 모형 또는 마법탄 이론: 청중을 매스미디어의 권총에서 발사되는 정보 총알이나 주사를 맞는 대상으로 간주한다. 여기서 청중은 주사나 총탄을 피하거나 저항할 수 없다. "마법탄의 효과는 직접적이고 균일하며 강력했다."[16]

### 재발견된 강력한 미디어 효과
1930년대부터 시작된 미디어 효과 연구의 두 번째 단계에서는 청중 개인의 독특한 특성으로 인해 미디어 효과의 복잡한 성격을 소개하면서 실증적 연구의 중요성을 확립했다. 이 기간 동안 미국에서 실시된 Payne Fund 연구는 미디어가 젊은이들에게 미치는 영향에 초점을 맞췄다. 설득 효과 연구나 영화 및 기타 미디어에서 계획된 설득의 가능성과 사용에 초점을 맞춘 다른 많은 별도의 연구도 있었다. Hovlandet al. (1949)는 미국 군대 신병을 세뇌하기 위해 영화를 사용하는 효과를 평가하기 위해 일련의 실험 연구를 수행했고 Paul Lazarsfeld (1944)와 그의 동료들은 민주적 선거 캠페인에 대한 연구를 통해 정치 캠페인 효과 연구를 시작했다.
Lazarsfeld를 포함한 연구자들은 인구통계학적 특성, 사회심리학적 요인, 정치적 관심, 다양한 미디어 사용 행동과 같은 수많은 개입 변수를 식별하여 개인과 청중에 대한 미디어 효과의 특이한 성격에 대한 경험적 증거를 많이 발견했다. 연구에 이러한 새로운 변수가 추가됨에 따라 청중의 인지, 태도 및 행동에 미디어 효과를 초래하는 미디어 영향을 분리하는 것이 어려웠다. Berelson(1959)은 널리 인용된 결론에서 다음과 같이 요약했다. "어떤 종류의 문제에 대한 어떤 종류의 의사소통은 어떤 조건에서 어떤 종류의 사람들의 관심을 끌게 되었고 어떤 종류의 효과를 가져왔다." 전능한 매스미디어라는 개념이 희석되기는 했지만, 그렇다고 해서 미디어가 영향력이나 효과가 부족하다고 판단할 수는 없었다. 대신, 사회적 관계와 문화적 맥락의 기존 구조는 주로 사람들의 의견, 태도, 행동을 형성하거나 변화시키는 것으로 믿어졌으며 미디어는 단지 이러한 확립된 과정 내에서 작동된다. 이러한 복잡성은 이후 미디어 효과 연구에 영향을 미쳤다.
대표적인 이론:
- 의사소통의 2단계 흐름 : 의견을 내는 리더의 대인관계 영향을 통해 사람들이 미디어의 영향을 받는다는 점을 언급하면서 미디어의 간접적인 효과에 대해 논의한다. 리더들은 대중 매체 메시지에 주의를 기울이고 소셜 네트워크를 통해 다른 사람들에게 메시지를 전달할 가능성이 더 높다고 이 이론에서 밝힌다.
- 클래퍼의 선택적 노출 이론 : 조셉 T. 클래퍼(Joseph T. Klapper)는 그의 저서 The Effects Of Mass Communication 에서 청중이 모든 커뮤니케이션 콘텐츠의 수동적 대상이 되지 않는다고 주장하며, 청중은 이전에 가졌던 신념과 일치하는 콘텐츠를 선택한다고 표현했다.

### 촘스키 필터
노엄 촘스키(Noam Chomsky)는 대중 매체가 작동하는 다섯 가지 필터를 다음과 같이 정의했다.
- 소유권: 결국 매스 미디어 회사는 이익을 얻으려고 노력하는 대기업이므로 대부분의 기사는 가장 많은 돈을 버는 기사가 될 것이다.[25]
- 광고: 매스미디어 비용이 대부분의 소비자가 지불하려는 금액보다 훨씬 높기 때문에 미디어 기업은 적자 상태에 있게 되고, 이러한 격차를 메우기 위해 광고주가 사용되며. 미디어가 소비자에게 판매되는 동안 해당 소비자는 사실상 광고주에게 "판매"되는 시스템이다.[25]
- 미디어 엘리트: 저널리즘은 본질적으로 완전히 규제될 수 없으므로 "시스템을 조작"하는 방법을 아는 정부, 기업 및 대규모 기관에 의한 부패를 암묵적으로 허용한다.[25]
- Flak: 저널리스트가 "플랙"을 받게 될 것이기 때문에 언론인이 합의에서 벗어나는 것은 어려우며, 특히 이야기가 권력의 방향과 일치하지 않을 때, 권력은 출처를 불신하고, 이야기를 숨기고, 시청자의 주의를 분산시키려고 노력할 것이다.[25]
- 공동의 적: 청중이 맞서 싸울 공동의 적을 만들어 여론을 통합한다.[25]

### 미디어 효과 협상 단계
제한된 미디어 효과 이론은 매스 미디어 메시지가 실제로 측정 가능한 사회적 효과를 가져올 수 있다는 새로운 증거에 공격을 받았다. Lang과 Lang(1981)은 제한된 미디어 효과 이론이 널리 받아들여지는 것은 정당하지 않으며 "1950년대 말까지 이용 가능한 증거는 일부 부정적인 결과와 균형을 이룰지라도 '에 대한 전반적인 판단을 정당화하지 못한다"고 주장했다.
1950년대와 1960년대에 텔레비전의 광범위한 사용은 사회 생활에 있어서 텔레비전의 전례 없는 힘을 보여줬으며, 동시에 연구자들은 심리적 모델에 크게 의존하는 초기 조사가 단기적이고 즉각적인 효과에만 초점을 맞추었다는 사실도 깨달았다. "자극-반응" 모델은 장기적인 미디어 효과의 가능성을 제시했다. 단기 효과 연구에서 장기 효과 연구로의 전환은 미디어 효과 연구의 갱신을 의미한다. 집단적 문화 패턴, 사회적 현실의 정의, 이데올로기 및 제도적 행동에 더 많은 관심이 집중되었으며 청중은 여전히 자신이 소비하는 미디어 메시지의 선택을 통제할 수 있는 것으로 간주된다. "미디어가 자신의 목적에 맞게 콘텐츠를 선택, 처리 및 형성하는 방식은 콘텐츠가 수신되고 해석되는 방식과 장기적인 결과에 큰 영향을 미칠 수 있다." (맥퀘일, 2010).
1970년대 초에는 침묵의 나선을 소개한 엘리자베스 노엘 노이만 (Elisabeth Noelle-Neumann) 과 재배이론을 발전시키는 일련의 연구를 수행한 조지 거 브너(George Gerbner) 를 비롯한 추가 이론들이 강력한 미디어 효과 패러다임을 강화했다.
대표적인 이론:
- 의제 설정 이론 : 대중 매체의 주제 선택과 보도 빈도가 대중의 특정 주제에 대한 인지된 중요성에 어떻게 영향을 미치는지 설명한다. 즉, 대중매체는 대중에게 무엇을 생각해야 할지 알려준다.
- 프레이밍(Framing) : 각도, 사실, 의견 및 보도 범위를 신중하게 제어하여 미디어 메시지에 대한 청중의 해석을 조작하는 미디어의 능력을 식별한다. 미디어는 청중에게 생각하는 방법을 알려준다.
- 지식 격차 이론 : "사회 시스템에 대한 대중 매체 정보의 유입이 증가함에 따라 사회 경제적 지위가 높은 계층이 사회 경제적 지위가 낮은 계층보다 이러한 정보를 더 빨리 획득하는 경향이 있다"는 가설을 통해 대중 미디어가 사람들의 사회 경제적 지위에 장기적으로 미치는 영향을 설명한다. 인구 집단은 둘 사이의 지식 격차를 감소시키기보다는 증가시킨다."[27]
- 육성 이론 : 청중은 특히 텔레비전에서 어디에나 있고 조화로운 미디어 메시지에 참여하면서 묘사된 세계를 현실 세계에서 추론한다.
- 침묵의 나선 : 자신의 의견이 소수에 속한다고 인식하는 개인은 사회적 고립에 대한 두려움 때문에 발언할 가능성이 낮고, 이는 결국 같은 의견을 가진 다른 사람들도 발언을 피하게 만든다.

### 미디어 효과 단계의 힘
1970년대 후반에 연구자들은 "사회 구성주의"라고도 불리는 사회적 현실을 형성하는 데 있어서 미디어의 역할을 조사했다(Gamson and Modigliani, 1989). 이 접근 방식은 의미와 이에 상응하는 사회적 현실을 구성하는 데 있어 미디어의 역할을 평가했다. 첫째, 미디어는 뉴스와 엔터테인먼트 모두에서 패턴화되고 예측 가능한 방식으로 사회 이미지를 형식화한다. 둘째, 관객은 미디어가 구성한 현실과 상호작용함으로써 실제 사회 현실에 대한 인식과 그 속에서 자신의 역할을 구성하거나 도출한다. 이러한 관객의 개인은 미디어가 구성한 현실에 대한 상호 작용과 해석을 제어할 수 있다. 그러나 미디어 메시지가 유일한 정보 소스일 때 청중은 미디어가 구성한 현실을 암묵적으로 받아들일 수도 있다. 특히 직접적인 경험이나 문화적 환경과 같은 다른 소스에서 사회적 현실을 도출하도록 선택할 수도 있다.
또한 이 단계에서는 기존의 양적 및 행동주의적 연구 방법에 질적 및 민족지학적 연구 방법을 추가 했다 . 이에 더해 소수 및 비주류 사회 운동 에 대한 미디어 보도를 둘러싼 미디어 효과에 초점을 맞춘 여러 연구 프로젝트도 있었다.
대표적인 연구:
- Van Zoonen의 연구(1992): 네덜란드 여성 운동에 대한 대중 매체의 기여를 조사한다.[29]

### 새로운 미디어 환경 단계
1970년대 초에 컴퓨터 매개 환경에서 개인 또는 집단 행동의 영향에 대한 연구가 등장했다. 초점은 대인관계 및 집단 상호작용에서 컴퓨터 매개 의사소통 (CMC)의 효과에 있었다. 초기 연구에서는 익명성 및 비언어적(청각적 또는 시각적) 단서의 부족과 같은 CMC의 제한적인 특성을 고려하여 CMC 파트너가 서로 형성한 사회적 상호 작용과 인상을 조사했다. CMC 연구의 1세대는 단순히 기존의 "텍스트 전용" 인터넷 콘텐츠(예: 이메일)를 대면 커뮤니케이션과 비교했다(Culnan & Markus, 1987). 예를 들어, Daft와 Lengel(1986)은 미디어의 정보 재생 능력을 평가하기 위해 미디어 풍부도 이론을 개발했다.
인터넷은 1990년대 개인 용도로 널리 채택되어 CMC 연구를 더욱 확장한다. 사회적 정보 처리 (Walther, 1992) 및 사회적 식별/탈개인화(SIDE) 모델(Postmes et al. 2000)과 같은 이론에서는 사용자 행동에 대한 CMC 효과를 연구하고 이러한 효과를 대면 효과와 비교했다. 그 후 웹사이트와 소셜 미디어 플랫폼에 동적 사용자 생성 콘텐츠가 등장하면서 연구 결과는 CMC 연구에 더욱 도움이 되었다. 예를 들어 Valkenburg & Peter(2009)는 청소년 사이에서 인터넷을 통해 강화된 자기 공개 가설을 개발하여 소셜 미디어 플랫폼이 주로 젊은이들 사이의 실제 친구 관계를 유지하는 데 사용된다는 점을 밝혔다. 이처럼 CMC 기술은 빠른 속도로 발전하고 있으며 새로운 미디어 효과 이론을 요구하고 있다.

### 선호도 기반 효과 모델
소셜 미디어를 포함한 뉴미디어와 웹 기술은 커뮤니케이션 학자들이 전통적인 효과 모델을 다시 생각하도록 강요하고 있다(Bennett and Iyengar, 2008). 미디어 환경이 변화하고 청중 행동이 진화함에 따라 일부에서는 미디어 효과 연구의 현재 패러다임 이 선호 기반 효과 모델 이라고 주장한다(Cacciatore, Scheufele & Iyengar, 2016). 점점 더 파편화되는 온라인 뉴스 환경이 청중의 기존 신념과 선호도에 따라 콘텐츠를 청중과 일치시키기 때문에 이 모델을 선호 기반 강화라고 부른다.
이는 아래의 세 가지 현상에 의해 발생한다.
1. 미디어 매체는 보다 수익성이 높은 광고 환경을 만들기 위해 점점 더 편협하고 이데올로기적으로 단편화된 대중에 맞게 조정되었다[37]
2. 개인은 " 에코 챔버 " 또는 " 필터 버블 "이라고 하는 기존의 인식에 의존한다[38]
3. 검색 엔진의 맞춤형 결과와 같은 새로운 미디어 인터페이스는 자발적 및 비자발적 사용자 입력에 의한 지엽적인 정보 맞춤으로 이어진다[39]

이 세 가지 요소는 '맞춤형 설득' 개념을 포함하여 뉴미디어 환경에서 강력한 미디어 효과에 대한 의견으로 사용된다.

## 유형학
미디어 효과 연구의 광범위한 범위는 조직적 과제를 야기한다. 특히, 개인(마이크로) 수준이나 전체 청중(거시) 수준에서 대상 청중 유형별로 미디어 효과를 구성하는 것은 효과적인 방법 중 하나이며 저명한 커뮤니케이션 이론가인 데니스 맥퀘일(Denis McQuail) 은 효과를 그래프로 정리했다.

### 마이크로 레벨
그룹, 기관, 시스템 또는 사회 전체가 아닌 개별 미디어 사용자를 관찰하고 결론을 내리는 이론을 미시적 수준 이론이라고 한다.
대규모 사회 집단, 기관, 시스템 또는 이데올로기에 대한 관찰과 결론을 기반으로 하는 이론을 거시적 수준 이론이다. 대표적인 이론:
- 정교화 가능성 모델
- 매스커뮤니케이션의 사회인지이론
- 프레이밍 이론
- 프라이밍 이론

미시적 수준에서 개인은 여섯 가지 방식으로 영향을 받을 수 있다.
1. 인지 : 가장 명백하고 측정 가능한 효과이다. 미디어 소비를 통해 얻은 새로운 정보, 의미 또는 메시지가 포함된다. 인지 효과는 과거 지식 습득을 확장하며 개인은 패턴을 식별하고, 정보 소스를 결합하고, 정보를 새로운 행동으로 추론할 수 있다.
2. 신념 : 사람은 모든 단일 미디어 메시지를 검증할 수는 없지만 직접 접한 적이 없는 사건, 사람, 장소 및 아이디어에 대해서도 많은 메시지를 믿기로 선택할 수 있다.
3. 태도 : 미디어 메시지는 의도와 관계없이 제시된 주제에 대한 판단이나 태도를 촉발하는 경우가 많다.
4. 효과(Effect) : 미디어 노출로 인해 개인에게 미치는 긍정적 또는 부정적 감정적 영향을 말한다.
5. 생리적 : 미디어 콘텐츠는 자동 신체 반응을 유발할 수 있으며, 종종 투쟁 도피 반응이나 동공 확장으로 나타난다.
6. 행동 : 연구자들은 미디어 콘텐츠에 대한 개인의 명백한 반응과 참여를 측정하고 행동의 변화나 강화에 주목한다.[9]

### 거시적 수준
대규모 사회 집단, 기관, 시스템 또는 이데올로기에 대한 관찰과 결론을 기반으로 하는 이론을 거시적 수준 이론이라고 부른다. 대표적인 이론:
- 지식 격차 이론
- 위험 커뮤니케이션
- 커뮤니케이션에서의 공론장 이론
- 제한 효과 이론
- 지배적인 패러다임
- 문화주의 이론

### McQuail의 유형학

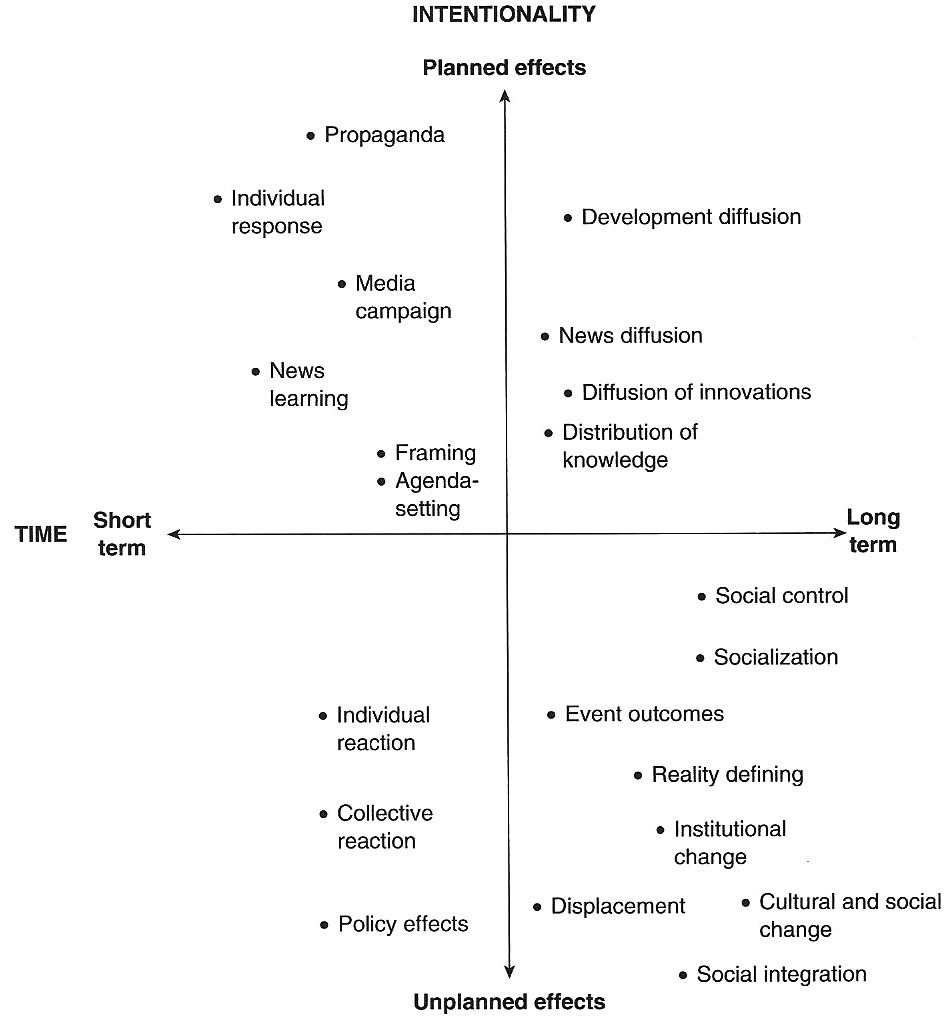
그림 1: McQuail의 미디어 효과 유형

매스커뮤니케이션 연구 분야에서 가장 영향력 있는 학자 중 한 명으로 꼽히는 저명한 커뮤니케이션 이론가인 데니스 맥퀘일(Denis McQuail) 이 창안했으며 McQuail은 미디어 효과의 의도성(계획 또는 계획되지 않음)과 지속 시간(단기 또는 장기)에 따라 효과를 그래프로 정리했다. 그림 1 참조

## 주요 미디어 효과 이론

### 미시적 수준의 미디어 효과
다음은 개인에 대한 미디어 영향을 조사하는 미디어 효과 연구의 예시이다.

#### 3인칭 효과
3인칭 효과에는 지각적 요소와 행동적 요소라는 두 가지 주요 구성요소가 있다. 지각적 요소는 개인이 다른 사람보다 미디어 효과에 덜 민감하다고 잘못 믿는 경우가 많다는 것을 의미한다. 한편, 행동적 요소는 미디어가 타인에게 미치는 영향에 대한 인식이 개인으로 하여금 취약한 타인을 보호하기 위한 조치를 취하도록 유도할 것이라고 제안한다. 폭력적이고 여성혐오적인 랩 가사의 인지된 효과에 대한 연구에서, 델라웨어 대학의 학생들은 자신들이 대학의 다른 학생들보다 가사의 영향을 훨씬 덜 받고, 뉴욕/로스앤젤레스보다 가사의 영향을 훨씬 덜 받았다고 보고했다. 이는 주로 "사람은 자신의 반응을 대상 세계에 귀속시키는 경향이 있고, 다른 사람의 반응이 자신과 다를 경우 개인적인 특성에 귀속시키는 경향이 있다"는 귀인 이론에 기초한다. Standley(1994)는 제3자 효과와 귀인 이론을 테스트하여 사람들이 텔레비전이 자신에게 미치는 영향에 대해 상황적 이유를 제시할 가능성이 더 높으며 다른 청중에게는 성향적 이유를 제공할 가능성이 더 높다고 보고했다.
이는 인지심리학에서 사용되는 기억의 네트워크 모델에서 파생된 개념이다. 이 모델에서 정보는 관련 경로에 따라 관련 노드와 클러스터링된 노드로 저장되며 하나의 노드가 활성화되면 근처의 노드도 활성화되는 과정을 거친다. 이를 확산 활성화 라고 한다. 여기서 프라이밍은 노드가 활성화될 때 발생하며, 관련 노드가 활성화될 수 있도록 대기한다. 그 후 활성화된 순간부터 강도와 경과 시간이 프라이밍 효과의 강도와 지속 시간을 결정한다.
미디어 효과 연구에서 프라이밍은 미디어 노출이 개인의 태도, 행동 또는 신념을 어떻게 바꿀 수 있는지를 나타낸다. 미디어 효과 연구에서 인기 있는 논의 영역인 대부분의 미디어 폭력 연구에서는 폭력 행위에 노출되면 활성화가 지속되는 동안 개인이 공격적인 행동을 준비할 수도 있다는 이론을 제시한다.

#### 사회적 학습
Miller와 Dollard(1941)는 개인이 그것을 배우기 위해 개인적으로 행동을 취할 필요가 없다는 사실을 발견하여 사회 학습 이론을 주장했다. Bandura(1977)는 이 개념을 확장하여 청중이 가상의 인물을 관찰함으로써 행동을 배울 수 있다고 말했다.

#### 미디어 폭력
미디어 폭력이 개인에게 미치는 영향에 대한 연구는 1920년대부터 시작하여 수십 년 동안 진행되어왔다. 취약한 미디어 소비자로 간주되는 어린이와 청소년이 연구의 대상이며 미디어 폭력에 대한 대부분의 연구는 텔레비전과 비디오 게임 의 미디어 범주를 둘러싸고 있다.
영화 산업의 부상과 사회 과학의 발전은 유명한 Payne Fund 연구 및 기타 연구에 박차를 가했다. 과정 중에 연구의 질에 대한 의문이 제기되었지만 연구 결과 중 하나는 비행 청소년을 묘사하는 영화와 청소년의 비행 행동을 묘사하는 영화 사이의 직접적인 역할을 제안했다. Wertham (1954)은 나중에 그의 저서 Seduction of the Innocent 에서 만화책이 아이들에게 비행 행동을 하도록 영향을 미치고 잘못된 세계관을 제공하며 읽고 쓰는 능력을 저하시킨다고 주장했다. 이 연구는 비공식적이어서 명확한 결론을 내릴 수 없었고, 최근 연구에 따르면 정보가 잘못 전달되고 심지어 위조된 것으로 나타났다. 그러나 이로 인해 대중의 항의가 이어져 많은 만화 잡지가 단종되었다.
1950년대 텔레비전의 편재성은 많은 우려를 불러일으켰다. 그 이후로 연구에서는 이와 관련한 다양한 효과에 대해 가설을 세웠다.
행동 효과 에는 탈억제, 모방 및 둔감화가 포함된다.
- 탈억제(Disinhibition) : 폭력적인 매체에 노출되면 폭력의 사용이 합법화될 수 있다는 이론. 한 연구에서는 폭력적인 음란물에 노출된 남성이 특정 상황에서 여성에게 더 공격적으로 행동하는 것으로 나타났다.[47]

1. 모방 이론 : 개인은 텔레비전 캐릭터로부터 폭력을 배울 수 있다고 말한다. Bandura의 보보인형 실험은 다른 연구와 함께 개인차를 통제하더라도 상관관계를 나타낸다.[48]
2. 둔감화(Desensitization) : 폭력적인 미디어 콘텐츠에 노출되어 개인이 폭력에 습관화되어 종종 실제 생활에 영향을 미치는 현상이며 연구에서는 텔레비전과 비디오 게임 폭력을 모두 다루었다.[49] 둔감화 : 범죄와 관련하여 할리우드 각색에서 문제가 되었다. 영화 제작자가 자신의 영화를 예술적으로 보이게 만드는 데 너무 열중하여 관객이 화면에서 일어나는 진정한 공포에 무관심하게 만드는 것은 매우 쉽다는 의미이다.[50]

인지 효과에는 폭력적인 미디어 콘텐츠를 시청함으로써 현실 세계에서 잠재적인 폭력에 대한 믿음이 증가하여 개인 안전에 대한 불안이 발생하는 것이 포함된다.

### 거시적 수준의 미디어 효과
다음은 청중 집합체에 대한 미디어 영향을 조사하는 미디어 효과 연구의 예시이다.

#### 배양이론
모든 미디어 효과가 즉각적이거나 단기적인 것은 아니며 Gerbner(1969)는 미디어가 “존재의 요소에 대한 집단의식”을 배양한다고 주장하는 배양이론을 창안했다. 청중이 반복적인 주제와 스토리라인에 노출되면 시간이 지남에 따라 이러한 주제와 스토리라인이 실제 생활에 반영될 것으로 기대할 수 있다는 이론이다.

#### 뉴스의 의제 설정
미디어 의제 설정 에는 두 가지 주요 영역이 있다. (i) 미디어는 우리에게 뉴스를 알려주고 (ii) 미디어는 뉴스에 대해 어떻게 생각해야 하는지 제시한다. 언론 보도는 언급된 문제의 중요성에 대해 청중에게 신호를 보내는 반면, 뉴스 프레이밍을 통해 시청자가 특정한 반응을 하도록 유도한다. 또한, 언론에 보도되지 않은 뉴스는 매스 커뮤니케이션 수단이 부족할 뿐만 아니라 개인이 배척당할까봐 우려를 표현하지 않기 때문에 사라지는 경우가 많다. 이는 침묵의 나선 효과를 강화하는 근거로 사용되기도 한다.

##### 프레이밍
뉴스 매체는 뉴스 발표의 변수를 통제함으로써 여론에 영향을 미칠 수 있다.
뉴스 수집가는 특정 각도를 강조하기 위해 사실을 선별하여 내보내며, 방송 시간, 보도 범위, 뉴스 매체 선택과 같은 표현 방법으로 메세지를 구성하기도 한다. 이는 청중에게 특정한 관점을 생성하게끔 할 수 있으며 대체하거나 강화시킬 수도 있다. Entman(2007)은 프레이밍을 "인식된 현실의 몇 가지 요소를 선별하고 특정 해석을 촉진하기 위해 이들 간의 연결을 강조하는 과정"이라고 설명한다. 언론은 '문제의 원인'을 찾아낼 뿐만 아니라 '도덕적 판단을 장려'하고 '우호적인 정책을 장려'하기도 한다.
프레이밍의 장기적인 의미 중 하나는 미디어가 지속적으로 호의적인 방향으로 뉴스를 보도하는 경우 중요한 사고 기관 및 관련 단체에 도움의 손길을 줄 수 있다는 것이다. 이는 자본주의, 가부장제, 이성애주의, 개인주의, 소비주의, 백인 특권을 강화할 수도 있다. 일부에서는 이러한 편견이 이러한 사고 패러다임을 지지하는 정당을 강화할 수 있다고 주장하지만 이러한 주장을 입증하려면 더 많은 실증적 연구가 필요한 상태이다.

#### 게이트키핑
언론 매체에서는 의제 설정 및 구체적인 프레이밍을 초래할 수 있는 게이트키핑, 즉 뉴스 필터링이 불가피하다고 주장한다. 끝이 없고 거의 무한에 가까운 양의 정보로 인해 기본적으로 필터링은 시행되고 있으며, 뉴스 조직 내의 하위 문화는 게시된 콘텐츠의 유형을 결정하는 반면, 편집자와 기타 뉴스 조직 개인은 메시지를 필터링하여 대상 독자를 위한 콘텐츠를 선별한다.
블로그에서 소셜 미디어에 이르기까지 디지털 미디어의 등장으로 인해 미디어의 관리 역할이 크게 바뀌었다. 더 많은 게이트 외에도 더 많은 게이트 키퍼가 있다. Google과 Facebook은 모두 사용자에게 콘텐츠를 제공하며, 수천 개의 검색 결과와 미디어 게시물을 필터링하여 사용자의 선호도에 맞는 콘텐츠를 생성한다. 2015년에는 Facebook과 Twitter 사용자의 63%가 자신의 피드에서 뉴스를 찾았으며 이는 전년도보다 57%나 증가한 수치이다. 너무 많은 "게이트"나 매체를 통해 뉴스는 기존 미디어 네트워크의 도움 없이 확산되며 실제로 소셜 미디어 사용자는 미디어를 견제하는 역할을 하여 편견이나 부정확한 사실에 대한 주의를 환기시킬 수 있다. 소셜 미디어 사용자와 언론 사이에는 공생 관계도 존재한다. 예를 들어 젊은 언론인들은 소셜 미디어를 사용하여 인기 있는 주제를 모색한다.
기존 언론 매체는 새로운 온라인 전용 매체 와 함께 엄청난 도전에 직면해 있다. 2008년 경기 침체 여파 로 인한 규모 축소와 다양한 매체로 인해 보도가 그 어느 때보다 중요해졌으며, 한 연구에 따르면 언론인들은 하루에 약 4.5개의 기사를 쓰는 것으로 나타났다. 홍보 기관은 뉴스 제작에서 점점 더 많은 역할을 하기 시작했고 "언론 기사의 41%와 방송 뉴스 항목의 52%에는 의제 설정 역할을 하거나 PR 자료가 기사의 대부분을 차지하는 PR 자료가 포함되어 있다." 기사는 종종 "정상적인 저널리즘 과정을 거치지 않은" 채 급히 출판되고 나중에 편집된다. 이런 상황 속 시청자는 빠른 속도와 더불어 고품질 콘텐츠를 찾고 있으며 이러한 요구를 충족할 수 있다면 매체가 무엇이든 상관없이 시청자의 관심을 확보할 수 있다.

##### 침묵의 나선
개인은 사회적 고립에 대한 두려움과 자기 검열 의지 때문에 특정 메시지를 공유하거나 증폭시키는 것을 꺼린다다. 미디어 효과 연구에 적용되는 것처럼 일부 개인은 미디어가 자신의 중요성이나 관점을 검증하지 않으면 자신의 의견을 침묵시키기도 하며 이러한 침묵의 나선은 논란의 여지가 있는 미디어 콘텐츠 게시를 자제하는 미디어 종사자에게도 적용될 수 있다.

#### 제한 효과 이론
1940년대 Lazarsfeld 의 연구에 따르면, 대중 매체는 대중의 믿음과 달리 대부분의 사람들이 갖고 있는 굳건한 태도를 바꿀 수 없다. 이 이론은 시청자가 자신의 기존 세계관에 따라 선택적인 미디어 메시지를 받는다는 것을 시사한다. 대중 매체의 사용은 자신의 의견을 쉽게 바꾸지 않고 이러한 개념을 강화할 뿐이며, 정보가 풍부한 사람들은 개인적인 경험과 사전 지식에 크게 의존하기 때문에 무시할 수 있다고 주장한다.

#### 지배적인 패러다임
이 이론은 사회학자 토드 기틀린(Todd Gitlin)이 일종의 "잘못된 권력 개념과 유사한 중요성"으로 묘사한, 매스 미디어가 그것을 소유하고 통제하는 사회 엘리트의 의견을 반영함으로써 지배력을 확립할 수 있음을 시사한다. 특정 매체를 소유하거나 후원함으로써 엘리트는 사람들이 대중 매체 사용을 통해 인식하는 것을 바꿀 수 있다.

## 현재 연구의 특징
21세기에 들어서면서 인터넷과 웹 2.0 기술의 급속한 발전은 미디어 이용 패턴을 크게 변화시키고 있다. 그 변화는 미디어 효과 연구에서도 더욱 다양하고 구체적인 변화를 가져왔다. Valkenburg, Peter & Walther(2016)는 미시적 수준의 미디어 효과 이론에 대한 메타 분석을 수행한 후 5가지 주요 특징을 식별했다.

### 미디어 사용의 선택성
이 선택성 패러다임에는 다음의 두 가지 관점이 있다. (1) 잠재적으로 관심을 끄는 메시지 집합 중에서 사람들은 메시지의 제한된 부분에만 접근한다. (2) 사람들은 자신이 선택한 메시지에 의해서만 영향을 받는다(Klapper 1960, Rubin 2009 ). 연구자들은 수십 년 전에 이러한 미디어 사용의 선택성을 발견했으며 이를 미디어 효과를 제한하는 핵심 요소로 간주했다. 나중에 두 가지 이론적 관점 인 사용 및 만족 (Katz et al. 1973, Rubin 2009 )과 선택적 노출 이론 (Knobloch-Westerwick 2015, Zillmann & Bryant 1985 )는 이러한 가정을 바탕으로 개발되었으며 청중의 미디어 선택을 안내하고 필터링하는 심리적, 사회적 요인을 정확히 찾아내는 것을 목표로 했다. 일반적으로 이러한 이론은 미디어 사용자를 미디어 효과 과정의 중심에 놓고 미디어 사용을 미디어 효과의 선행 사건과 결과 사이의 중재자로 개념화된다. 즉, 사용자는 (의도 여부와 관계없이) 자신만의 미디어 사용 효과를 개발한다는 것이다.

### 예측 변수로서의 미디어 속성
미디어 자체의 고유한 속성은 미디어 효과의 예측 변수로 간주된다.
- 양상(Modality) : 미디어 형식은 태초부터 계속해서 발전해 왔다. 양식이 텍스트인지, 청각인지, 시각인지, 시청각인지 여부는 사용자가 미디어를 사용할 때 선택 및 인지에 영향을 미치는 것으로 가정되며, “미디어는 메시지이다”라는 격언으로 잘 알려진 마샬 맥루한(Marshall McLuhan, 1964)은 개인과 사회에 영향을 미치는 것은 미디어의 내용이 아니라 양식이라고 믿는 가장 유명한 학자 중 한 명이다.[67]
- 콘텐츠 속성: 대부분의 미디어 효과 연구는 여전히 콘텐츠(예: 폭력, 공포, 성격 유형, 주장의 강도)가 청중에게 미치는 영향에 초점을 맞추고 있다. 예를 들어, Bandura(2009)의 사회 인지 이론은 보상된 행동과 매력적인 미디어 캐릭터에 대한 미디어 묘사가 미디어 효과의 가능성을 높인다고 가정한다.[68]
- 구조적 속성: 형식과 내용 외에도 특수 효과, 속도, 시각적 놀라움과 같은 구조적 속성도 청중에게 영향을 미치는 데 중요한 역할을 한다. 미디어에 대한 방향 반사를 촉발함으로써 이러한 속성은 선택적 노출을 시작할 수 있다(Knobloch-Westerwick 2015).[65]

### 미디어 효과는 간접적이다
매스미디어의 강력한 가정이 경험적 증거에 의해 반증된 후, 미디어가 청중에게 미치는 간접적인 영향이 널리 받아들여졌다. 간접 효과는 독립 변수(예: 미디어 사용)가 하나 이상의 개입(매개) 변수를 통해 종속 변수(예: 미디어 사용 결과)에 영향을 미치는 것을 나타낸다. 간접 미디어 효과의 개념화는 미디어 효과가 발생하는 방법과 이유를 더 잘 설명하기 위해 개입 변수에 주의를 기울일 것을 촉구하며 간접 효과를 조사하면 자연스레 실증적 연구에서 효과 크기를 덜 편향적으로 추정할 수 있게된다(Holbert & Stephenson 2003). 매개변수와 조정변수를 포함하는 모델에서 이는 종속변수에 대한 독립변수의 전체 효과를 구성하는 직접효과와 간접효과의 조합이다. 따라서 "간접 효과가 적절한 주의를 받지 못하면 관심 있는 두 변수 간의 관계가 완전히 고려되지 않을 수 있다"(Raykov & Marcoulides 2012)

### 미디어 효과는 조건부이다
미디어 효과는 변수들의 조합의 결과라는 진술에 따라 미디어 효과는 개인차와 사회적 맥락의 다양성에 의해 강화되거나 감소될 수도 있다. 많은 미디어 효과 이론은 사용 및 충족 이론 (Rubin 2009), 강화 나선형 모델 (Slater 2007), 정치적 커뮤니케이션 효과의 조건부 모델(McLeod et al. 2009)을 포함하여 조건부 미디어 효과를 가정한다. 정교화 가능성 모델 (Petty & Cacioppo 1986).
많은 이론에서는 미디어 사용자의 특성, 환경 요인, 미디어 결과 등 다양한 변수 간의 상호 인과 관계를 가정한다(Bandura 2009). 교류이론은 선택성 패러다임(특징 1)을 뒷받침하는데, 이는 청중이 선택적으로 미디어 사용에 참여함으로써 자신의 미디어 효과를 형성한다고 가정한다. 거래 이론은 이것이 어떻게, 왜 발생하는지 설명하려고 노력한다. 거래미디어효과이론은 다섯 가지 특징 중에서 가장 복잡하다. 이 이론에는 다음의 세 가지 기본 가정이 있다. 첫째, 통신 기술(예: 라디오, 텔레비전, 인터넷)은 거래에 참여하는 정보 생산자와 수신자 사이의 상호 중재자 역할을 한다(Bauer 1964). 둘째, 미디어 콘텐츠의 효과는 미디어 콘텐츠의 생산자와 수신자 사이에 상호적이며, 이는 서로 영향을 미친다는 것을 의미한다. 생산자는 청중이 필요로 하고 선호하는 것이 무엇인지 배우기 때문에 수용자의 영향을 받을 수 있다(Webster 2009). 셋째, 거래는 대인관계로 구분될 수 있다.
그러나 이러한 기능은 주로 단기적이고 즉각적인 개별 효과에 초점을 맞춘 미시적 수준의 미디어 효과 연구 내에서만 제한된다.

### 매스미디어의 정치적 중요성
대중매체는 정치적 주제와 인물에 대한 여론을 형성하는 역할을 하기 때문에 정치와 대중매체는 밀접하게 얽혀 있다. 미디어는 민주주의 국가에서 제 4의 정부 기관으로 불리기도 하고, 대중을 위한 정치 감시자 역할도 하기 때문에 "제4의 기관"이라고도 불린다. 매스미디어는 또한 입법과 같은 강력한 기관들 사이에서도 영향력을 확립했다. 특히 옹호하는 매체의 적절한 동의를 통해 다양한 사회 집단이 아동 안전, 총기 규제 등과 관련된 의사 결정에 영향을 미치기도 한다.
한 연구에서는 소셜 미디어가 정치인을 더욱 진정성 있게 인식할 수 있게 해준다는 결론을 내렸다. 유권자들은 인터뷰나 TV 프로그램에 비해 소셜 미디어에서 정치인이 더 정직하다고 느끼는 것으로 나타났으며 이는 정치인들이 직접 호소할 수 있는 새로운 유권자 모집 장소인 것이다.
뉴미디어는 유권자와 정치인의 직접적인 상호작용과 정치 투명성을 가능하게 하지만, 정보를 대규모로 전복시킬 수 있는 이러한 가능성은 특히 정치 지형에 해로울 수 있다. Ofcom의 2018년 보고서에 따르면 성인의 64%가 인터넷에서 뉴스를 얻었고 44%는 소셜 미디어에서 뉴스를 얻었다. 좋아요, 리트윗, 공유 등 소셜 미디어의 고유한 기능은 실제 뉴스나 가짜 뉴스가 다시 순환하는 이데올로기적 반향실을 구축할 수도 있다.
정치학자 Harold Lasswell이 제기한 정치적 결정에 대해 대중 매체가 수행하는 세 가지 주요 사회적 기능이 있다. 즉, 진행 중인 사건을 보고하기 위한 세계 감시, 사건의 의미 해석, 개인을 문화적 환경에 맞게 사회화하는 것이다. 매스미디어는 정기적으로 대규모 청중에게 정치적으로 중요한 정보를 제공하고 또한 매스미디어를 통해 청중의 반응을 빠르게 표현하며 정부나 정치적 의사결정자는 자신이 내린 결정에 대한 대중의 실제 반응을 더 잘 이해할 수 있는 기회를 갖는다.

## 같이 보기
- 의제설정 이론
- 검열
- 커뮤니케이션 이론
- 미디어 소유 구조의 집중화
- 배양 이론
- 대중 매체 속 폭력의 영향
- 광고 속 가족
- 친밀화
- 주류 미디어
- 미디어 심리학
- 미디어크라시
- 프라이밍 (미디어)
- 점화 (심리학)
- 전술적 미디어

## 참고 문헌
- 아도르노, 테오도르 (1973), 진정성의 전문용어
- 앨런, 스튜어트(2004), 뉴스 문화
- Barker, Martin, & Petley, Julian, eds (2001), Ill Effects: 미디어/폭력 논쟁 – 제2판, 런던: Routledge
- Carter, Cynthia, Weaver, C. Kay, 편집(2003), 폭력과 미디어, Maidenhead: Open University Press
- 촘스키, 노암 & 허먼, 에드워드 S. (1988, 2002). 제조 동의: 매스미디어의 정치경제 . 뉴욕: 판테온
- Curran, J. & Seaton, J. (1988), 책임 없는 힘
- Curran, J. & Gurevitch, M. (eds) (1991), 매스미디어와 사회
- Durham, M. & Kellner, D. (2001), 미디어 및 문화 연구 . 영국: Blackwell 출판
- Fowles, Jib(1999), 텔레비전 폭력 사례, Thousand Oaks: Sage
- Gauntlett, David(2005), 움직이는 경험 – 제2판: 미디어 효과 및 그 너머, 런던: John Libbey
- 그로스버그(Grossberg), L., 그 외 여러분. (1998). 미디어메이킹: 대중문화 속의 매스미디어 . CA: 세이지 출판물
- Habermas, J. (1962), 공공 영역의 구조적 변형
- Horkheimer (1947), The Eclipse of Reason, 옥스포드 대학 출판부
- Lang K & Lang GE(1966), 매스미디어와 투표
- Lazarsfeld, Berelson 및 Gaudet(1944), 인민의 선택
- Mander, Jerry, "텔레비전의 폭정", Resurgence No. 165
- 나비, 로빈 L., 메리 B. 올리버. 미디어 프로세스 및 효과에 대한 SAGE 핸드북 . 세이지, 2009.
- Potter, W. James (1999), 미디어 폭력에 대하여, Thousand Oaks: Sage
- Riesman, David (1950), 외로운 군중
- Thompson, J. (1995), 미디어와 현대성
- Trenaman J. 및 McQuail, D. (1961), 텔레비전 및 정치적 이미지 Methuen